# Какламанакис, Никос
Нико́лаос «Ни́кос» Какламана́кис (греч. Νίκος Κακλαμανάκης, 19 августа 1968) — греческий яхтсмен-виндсёрфер, олимпийский чемпион 1996 года и вице-чемпион 2004 года.

## Биография
Родился в приморском пригороде Афин Варкиза и в малом возрасте начал заниматься парусным спортом, в классе Мистраль.
В 1986 году впервые принимает участие в международных соревнованиях и занимает третье место на чемпионате мира среди юниоров в классе Мистраль. В 1989 году занимает второе место на чемпионате Европы в Финляндии.
На Олимпиаде 1992 года в Барселоне довольствуется девятым местом, но на следующей Олимпиаде 1996 года в Атланте завоевывает золотую медаль и за ним закрепляется имя «сын ветра».
На открытии Олимпиады 2000 года в Сиднее Какламанакис был знаменосцем греческой команды. На афинской Олимпиаде 2004 года завоевывает вторую олимпийскую медаль — на этот раз серебряную. На открытии Олимпиады 2004 года Какламанакис был удостоен чести зажечь Олимпийский огонь на Афинском Олимпийском стадионе.
В 2008 году на Играх в Пекине 39-летний грек занял 8-е место.
В 1997 году прошёл на доске за два дня дистанцию от юго-восточной оконечности Аттики, мыса Сунион до острова Крит.

## Международные титулы
- Средиземноморские игры 1993 г: 1-е место
- Чемпионат Европы 1994 г: 1-е место
- Всемирный рейтинг 1995 г: 1-е место
- Чемпионат Европы 1995 г: 3-е место
- Всемирный рейтинг 1996 г : 1-е место
- Чемпионат мира 1996 г: 2-е место
- Чемпионат мира 2000 г: 1-е место
- Чемпионат мира 2001 г: 1-е место
- Чемпионат мира 2003 г: 2-е место
- Международные соревнования в Каскаис-Португалия в 2006 г класс RSX : 1-е место